# Olympische Sommerspiele 1928/Leichtathletik – Hammerwurf (Männer)
Der Hammerwurf der Männer bei den Olympischen Spielen 1928 in Amsterdam wurde am 30. Juli 1928 im Olympiastadion Amsterdam ausgetragen. Sechzehn Athleten nahmen teil.
Olympiasieger wurde der Ire Pat O’Callaghan vor dem Schweden Ossian Skiöld. Bronze ging an den US-Athleten Edmund Black.

## Bestehende Rekorde
| Weltrekord         | 57,77 m | Pat Ryan ( USA)     | New York, USA                 | 17. August 1913 |
| Olympischer Rekord | 54,74 m | Matt McGrath ( USA) | Finale OS Stockholm, Schweden | 14. Juli 1912   |

Der bestehende olympische Rekord wurde bei diesen Spielen um 3,35 m verfehlt.

## Durchführung des Wettbewerbs
Am 30. Juli gab es eine Qualifikationsrunde in zwei Gruppen. Für das Finale, das am selben Tag stattfand, qualifizierten sich die sechs besten Werfer – hellblau unterlegt – aus den beiden Gruppen. Dabei ging das Resultat der Qualifikation mit in das Endresultat ein.

## Qualifikation
Datum: 30. Juli 1928

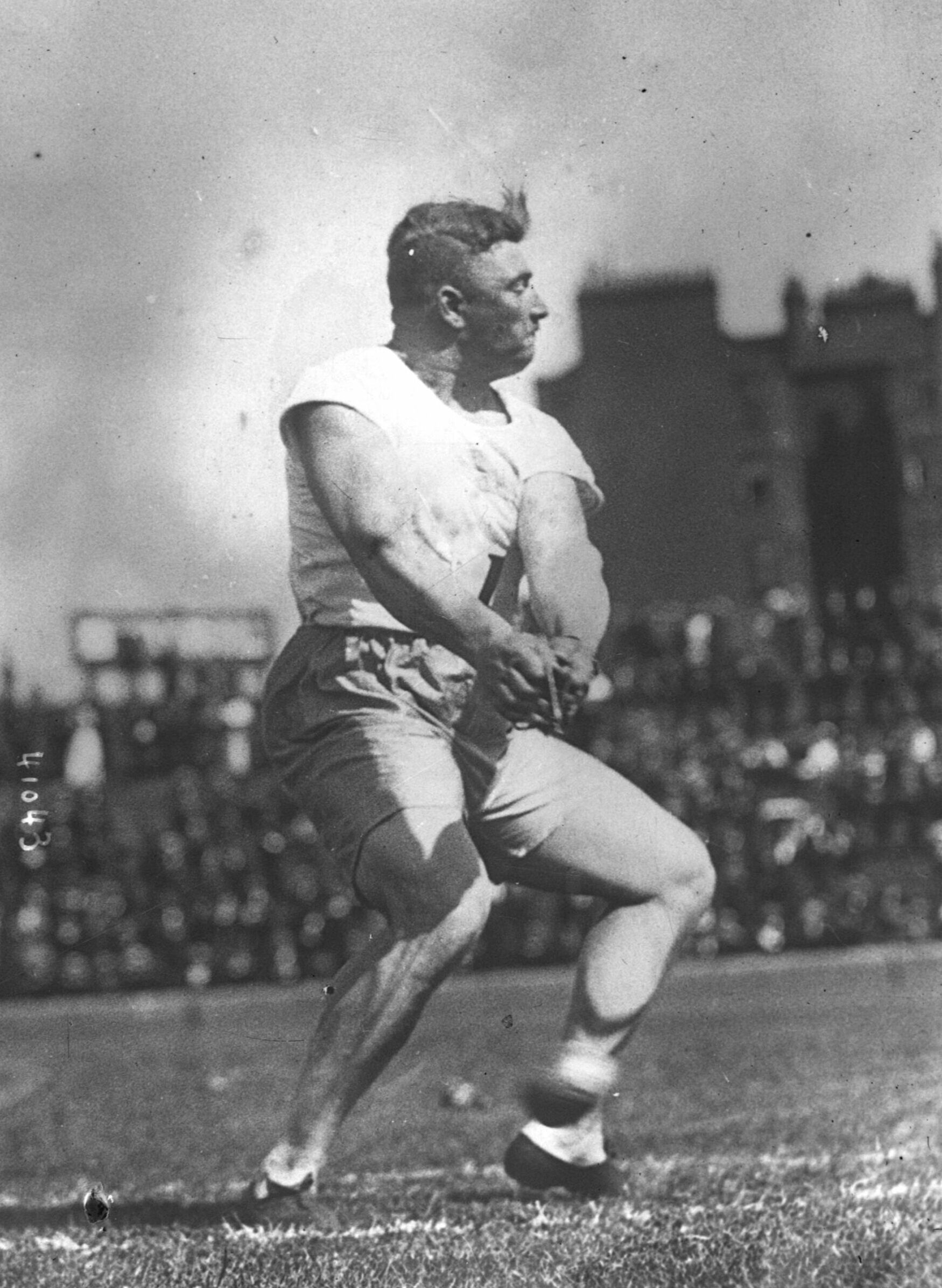
Carl Johan Lind – ausgeschieden mit 44,46 m in Qualifikationsgruppe 1

Die Versuchsserien der einzelnen Starter sind nicht überliefert.

### Gruppe 1
| Platz | Name             | Nation             | Weite   |
| ----- | ---------------- | ------------------ | ------- |
| 1     | Edmund Black     | USA                | 49,03 m |
| 2     | Armando Poggioli | Königreich Italien | 46,96 m |
| 3     | Frank Conner     | USA                | 46,75 m |
| 4     | Frederico Kleger | Argentinien        | 46,61 m |
| 5     | Ricardo Bayer    | Chile              | 46,34 m |
| 6     | Henk Kamerbeek   | Niederlande        | 46,02 m |
| 7     | Carl Johan Lind  | Schweden           | 44,46 m |
| 8     | Harald Stenerud  | Norwegen           | 41,06 m |

### Gruppe 2

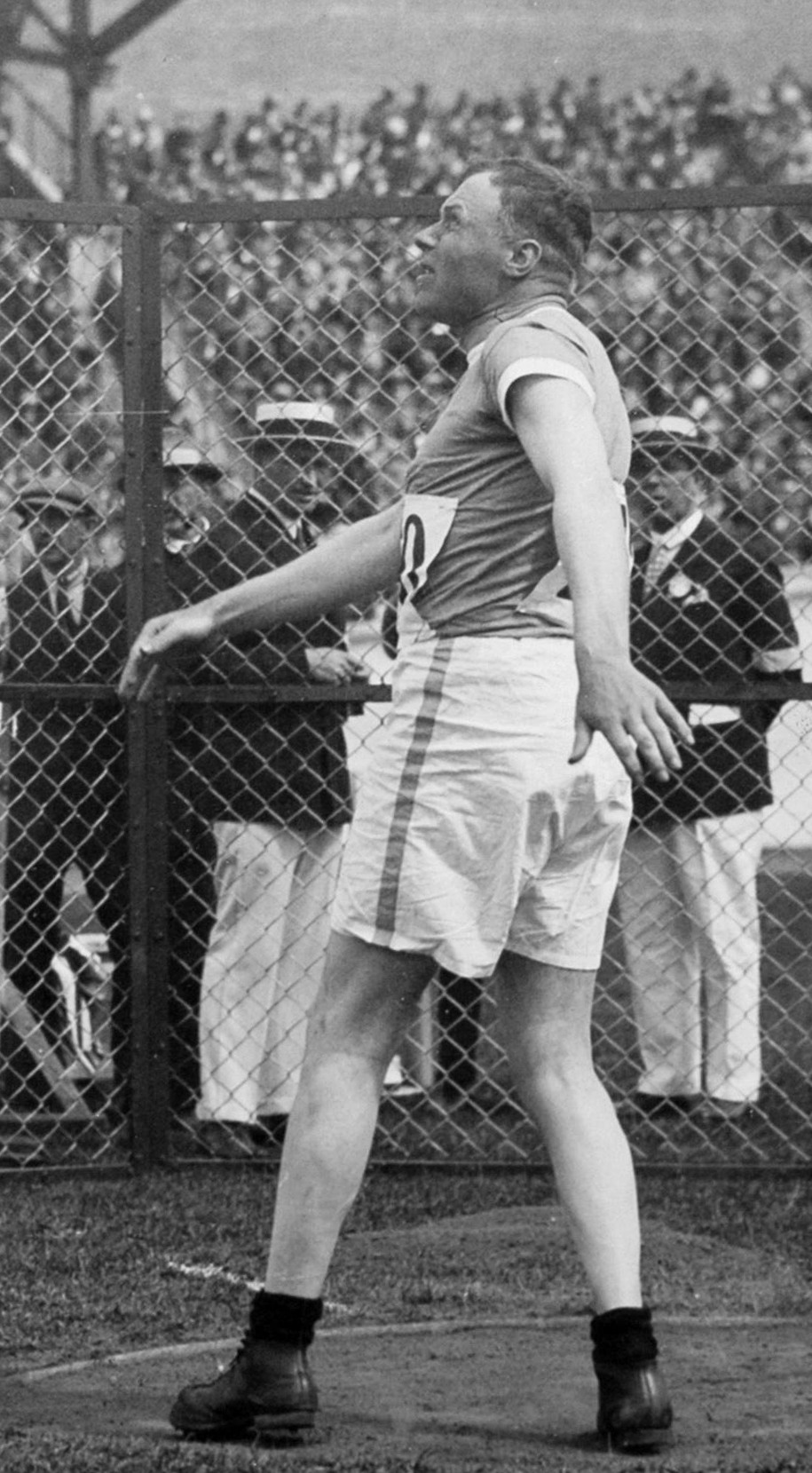
Erik Eriksson – ausgeschieden mit 46,22 m in Qualifikationsgruppe 2
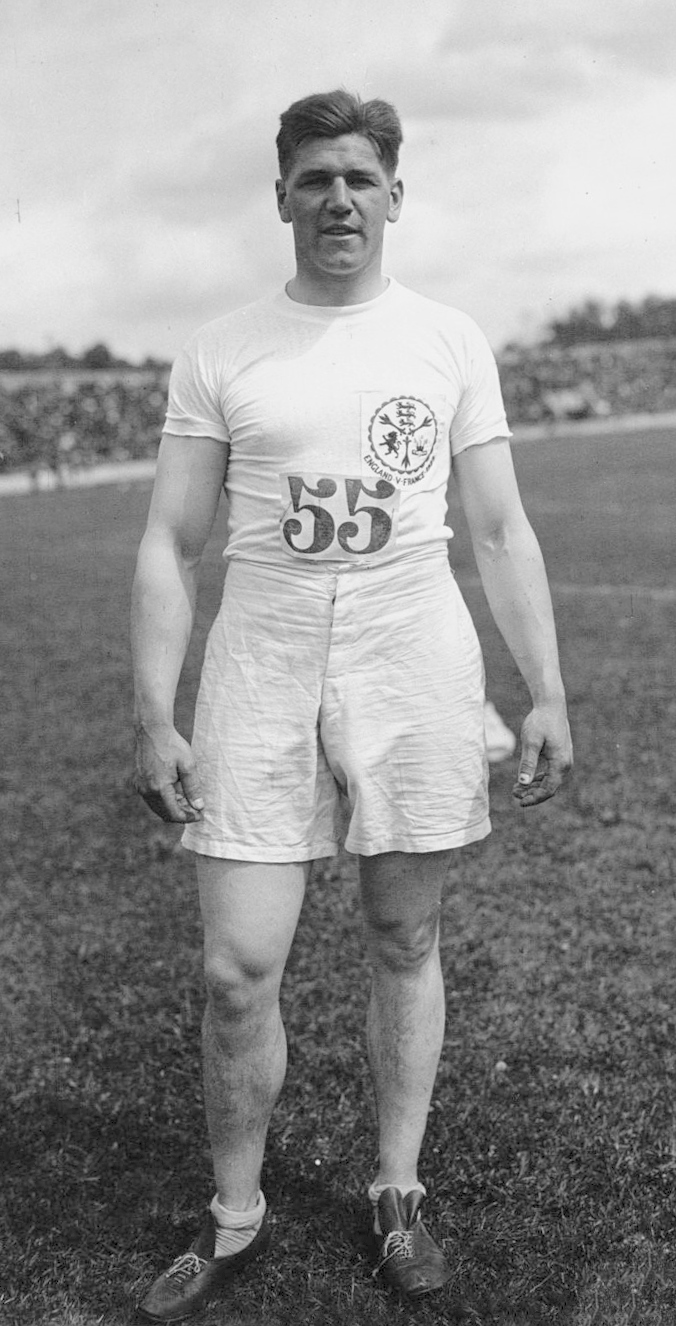
Malcolm Nokes – ausgeschieden mit 45,37 m in Gruppe 2
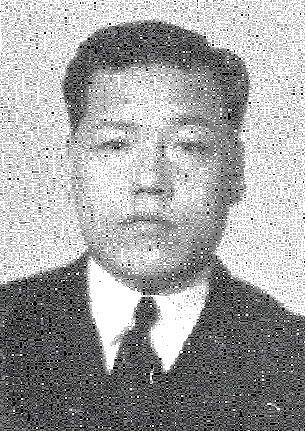
Yoshio Okita – ausgeschieden mit 44,41 m in Gruppe 2

| Platz | Name            | Nation             | Weite   |
| ----- | --------------- | ------------------ | ------- |
| 1     | Ossian Skiöld   | Schweden           | 51,29 m |
| 2     | Pat O’Callaghan | Irischer Freistaat | 47,49 m |
| 3     | Donald Gwinn    | USA                | 47,15 m |
| 4     | Erik Eriksson   | Finnland           | 46,22 m |
| 5     | Malcolm Nokes   | Großbritannien     | 45,37 m |
| 6     | Kenneth Caskey  | USA                | 44,80 m |
| 7     | Camillo Zemi    | Königreich Italien | 44,47 m |
| 8     | Yoshio Okita    | Japan              | 44,41 m |

## Finale und Resultat der besten Acht
Datum: 30. Juli 1928
| Platz | Name             | Nation             | Qualifikationsweite | Finalweite                        | Resultat |
| ----- | ---------------- | ------------------ | ------------------- | --------------------------------- | -------- |
| 1     | Pat O’Callaghan  | Irischer Freistaat | 47,49 m             | 51,39 m                           | 51,39 m  |
| 2     | Ossian Skiöld    | Schweden           | 51,29 m             | keine Verbesserung im Finale      | 51,29 m  |
| 3     | Edmund Black     | USA                | 49,03 m             | keine Verbesserung im Finale      | 49,03 m  |
| 4     | Armando Poggioli | Königreich Italien | 46,96 m             | 48,37 m                           | 48,37 m  |
| 5     | Donald Gwinn     | USA                | 47,15 m             | keine Verbesserung im Finale      | 47,15 m  |
| 6     | Frank Conner     | USA                | 46,75 m             | keine Verbesserung im Finale      | 46,75 m  |
| 7     | Federico Kleger  | Argentinien        | 46,60 m             | nicht für das Finale qualifiziert | 46,60 m  |
| 8     | Ricardo Bayer    | Chile              | 46,34 m             | nicht für das Finale qualifiziert | 46,34 m  |

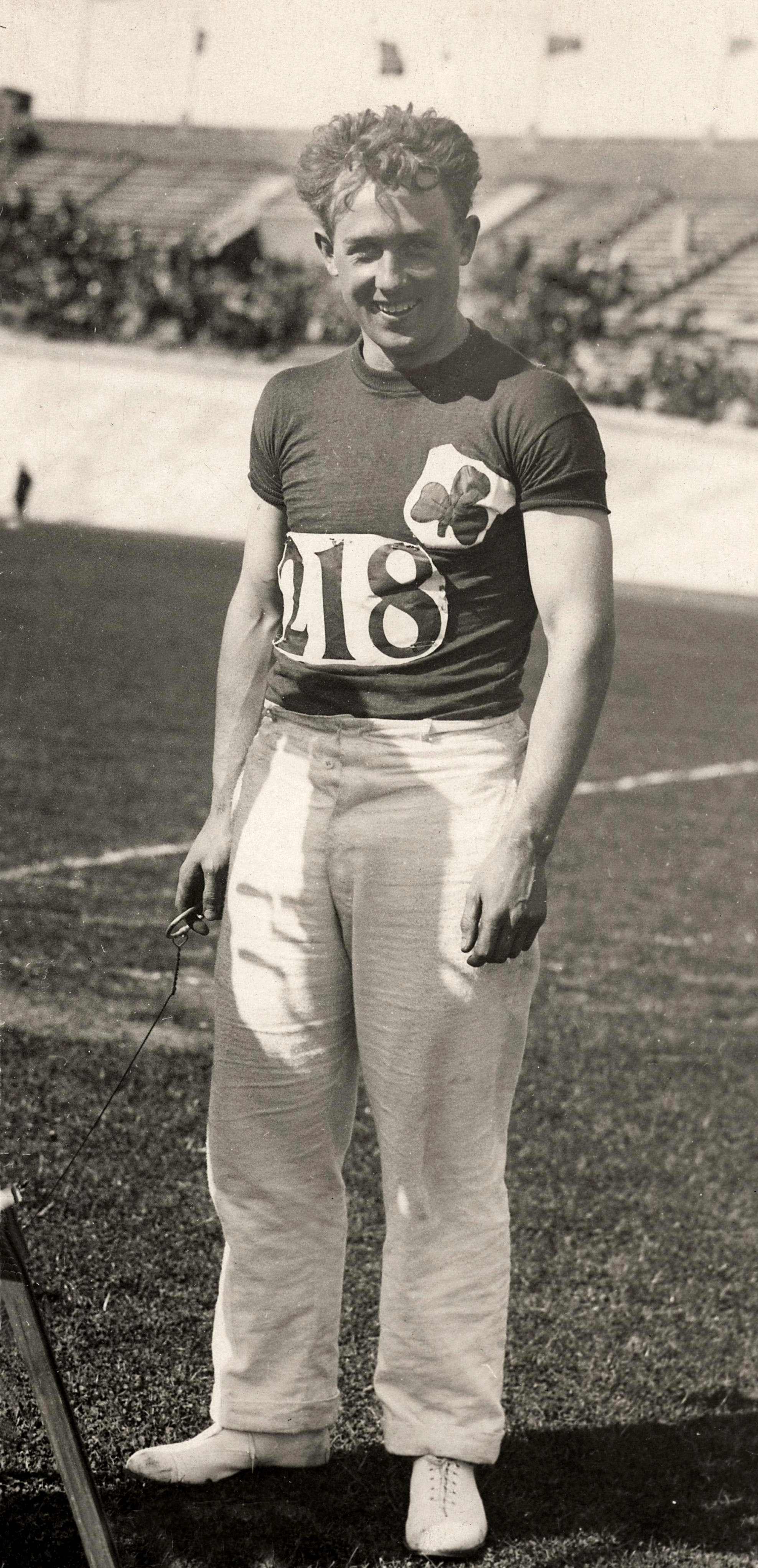
Olympiasieger Pat O’Callaghan

Erst im Juni 1927 hatte Patrick O’Callaghan zum ersten Mal in seinem Leben einen Hammerwurfwettbewerb bestritten und dabei 41,49 m erzielt. Ein Jahr später übertraf er bei seinem letzten Test vor diesen Spielen mit 50,88 m erstmals die 50-Meter-Marke. Hier in Amsterdam führte bis zum vorletzten Durchgang der Schwede Ossian Skiöld mit 51,29 m. Mit seinem letzten Versuch verbesserte sich O’Callaghan von bisher Rang drei auf den ersten Platz und gewann mit 51,39 m die Goldmedaille. Bronze ging an Edmund Black aus den USA. Das Niveau dieses Wettbewerbs war nicht so hoch wie bei vorangegangenen Olympischen Spielen. Sämtliche Siegesweiten seit 1908 lagen über der Weite des Olympiasiegers von 1928.
Bislang war der Hammerwurf bei Olympischen Spielen nur von US-Amerikanern gewonnen worden. Pat O’Callaghan aus Irland beendete die US-Siegesserie, wobei anzumerken ist, dass John Flanagan (Sieger 1900, 1904 und 1908), Matt McGrath (Sieger 1912) und Pat Ryan (Sieger 1920) irischer Abstammung waren.

## Video
- Pat O’Callaghan Wins An Emotion Irish Hammer Throw Gold - Amsterdam 1928, youtube.com, abgerufen am 22. Juni 2021